# Arnfels
Arnfels è un comune austriaco di 1 051 abitanti nel distretto di Leibnitz, in Stiria; ha lo status di comune mercato (Marktgemeinde).